# Bombningarna i Kabul i juli 2016
Den 23 juli 2016 detonerades två bomber i närheten av torget Deh Mazang i Afghanistans huvudstad Kabul, när människor, främst från den shiitiska minoriteten Hazara, demonstrerade mot ett beslut att kringgå utvecklingen av TUTAP-megakraftprojekt  i sin region. Minst 80 personer omkom och ytterligare 260 skadades. Terroristorganisationen Islamiska staten tog på sig ansvaret. Attacken var den dödligaste i landet sedan år 2001.